# Пушинис, Бронюс
Бронюс Пушинис (урожд. Леонас; лит. Bronius Pušinis) — советский хозяйственный, государственный и политический деятель.

## Биография
Родился в 1888 году в Пальничье. Член КПСС с 1919 года.
Участник революции 1905—1907 годов. Участник Октябрьской революции. С 1918 года — на хозяйственной, общественной и политической работе. В 1918—1957 гг. — председатель Совета рабочих и крестьянских депутатов Радзенского уезда, заместитель председателя Совета рабочих и крестьянских депутатов Калварийского уезда, на нелегальном положении, неоднократно арестован, редактор газет „Darbininkų žodis“, „Valstiečių žodis“, был сотрудником газеты „Darbininkų atstovas“. Был председателем Каунасского профсоюзного комитета, деятелем коммунистического Интернационала в СССР. После государственного переворота в Литве в 1926 году выехал в СССР. В 1927—1931 годах в Германии занимался организацией деятельности политических эмигрантов из Литвы, изданием и переправкой в Литву коммунистической литературы.
С 1931 года жил в Москве. После аннексии Литвы Советским Союзом был руководителем литовского отдела Союзного радиокомитета., в 1941 году — народный комиссар сельского хозяйства Литовской ССР. После войны председатель Вильнюсского городского исполнительного комитета (1944—1945), директор курсов для советских работников (1945—1948), председатель Совета по делам религиозных культов при Совете Министров Литовской ССР (1948—1957).
Избирался депутатом Верховного Совета Литовской ССР 2-го, 3-го, 4-го и 5-го созывов.
Умер в Вильнюсе в 1967 году.